# Neotrichia mobilensis
Neotrichia mobilensis is een schietmot uit de familie Hydroptilidae. De soort komt voor in het Nearctisch gebied.